# Odorrana morafkai
Odorrana morafkai е вид земноводно от семейство Водни жаби (Ranidae).

## Разпространение
Видът е разпространен във Виетнам и Лаос.